# Šípková Růženka (seriál)
Šípková Růženka je český televizní seriál z roku 2001. Scénář Jana Míky využívá motiv známé pohádky o probuzení spící princezny a provází složitými životními situacemi mladé ženy, která po rozvodu s manželem ztratila životní elán. Teprve nové vztahy a nová setkání v ní probudí energii, která v ní do té doby pouze dřímala.

## Obsazení
| Veronika Žilková       | Růženka Sádlová - Šípková |
| Václav Vydra           | Vladimír Šípek            |
| Luba Skořepová         | Zemanová                  |
| Jaroslava Obermaierová | Loudilová                 |
| Barbora Munzarová      | Milada Hilschová          |
| Hana Gregorová         | Náhlová                   |
| Jana Boušková          | Dana Svátková             |
| Vlastimil Zavřel       | Svátek                    |
| Ivan Vyskočil          | Petr Sádlo                |
| Svatopluk Skopal       | Liška                     |

## Seznam epizod
1. Pohádka začíná aneb kletba
2. Svatba
3. Rozvod
4. Růžová válka
5. Neslušný návrh
6. Ženu ani květinou neuhodíš
7. Čachtická paní
8. Karlův most
9. Bitva o kopec
10. Konec pohádky

## Ocenění
V anketě TýTý, v kategorii Pořad roku, se seriál umístil v roce 2001 na 3. místě.

## Sledovanost
Všech 10 dílů tohoto seriálu vidělo téměř 32 miliónů diváků ve věku od čtyř let výše; jednotlivé díly si v průměru nenechalo ujít 2,698.000 (tj. 32,1 %) dospělých a 187 tisíc (tzn. 13,1 %) dětí ve věku 4 až 14 let; v případě dospělých to představovalo 57 % mužů a žen v pondělní večer u televizorů.